# Cartonnier
 (mai 2025).
Si vous disposez d'ouvrages ou d'articles de référence ou si vous connaissez des sites web de qualité traitant du thème abordé ici, merci de compléter l'article en donnant les références utiles à sa vérifiabilité et en les liant à la section « Notes et références ».

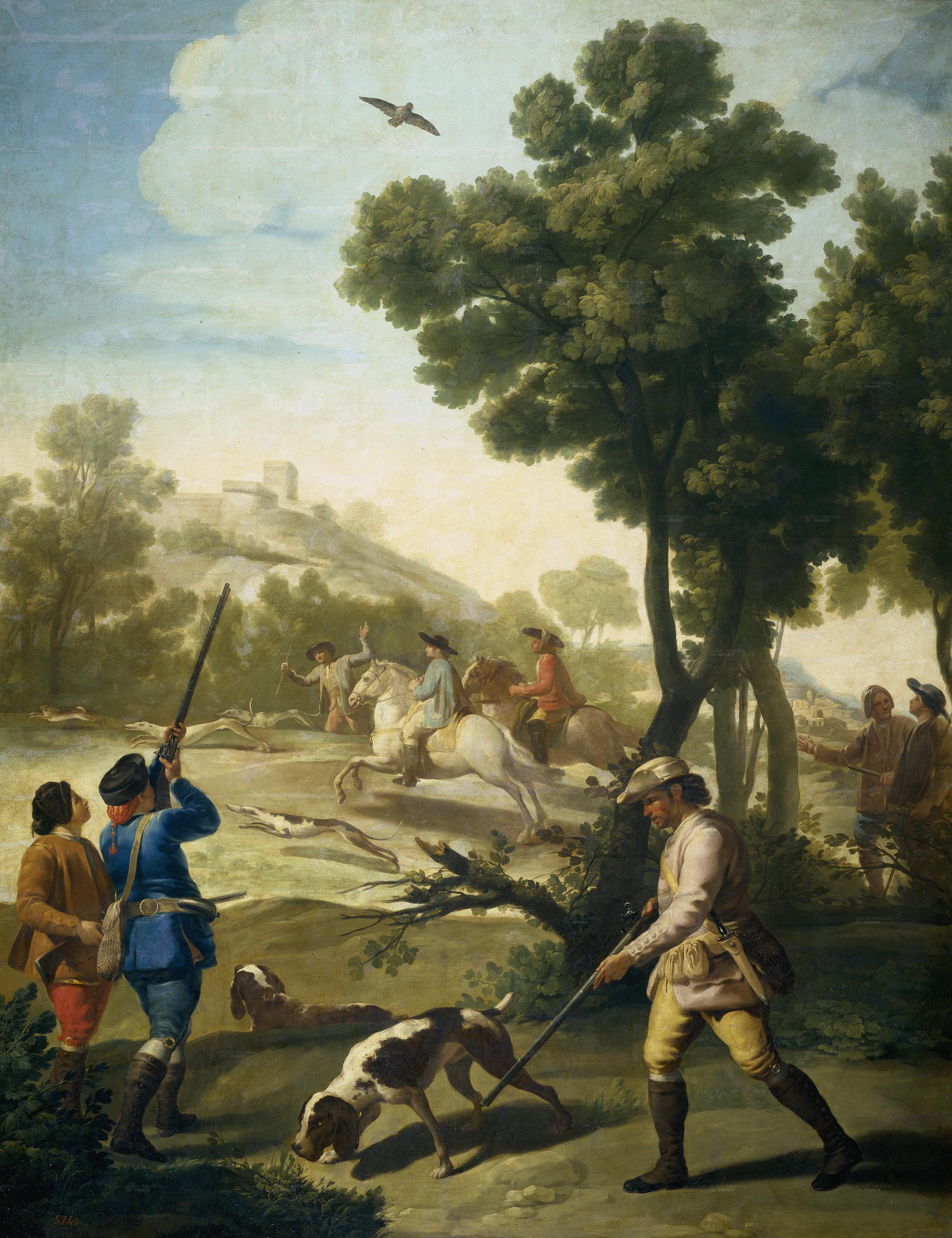
L'Ombrelle, Goya (1777). Cartons pour tapisserie, huile sur toile, H. 2,90 m. Musée du Prado.

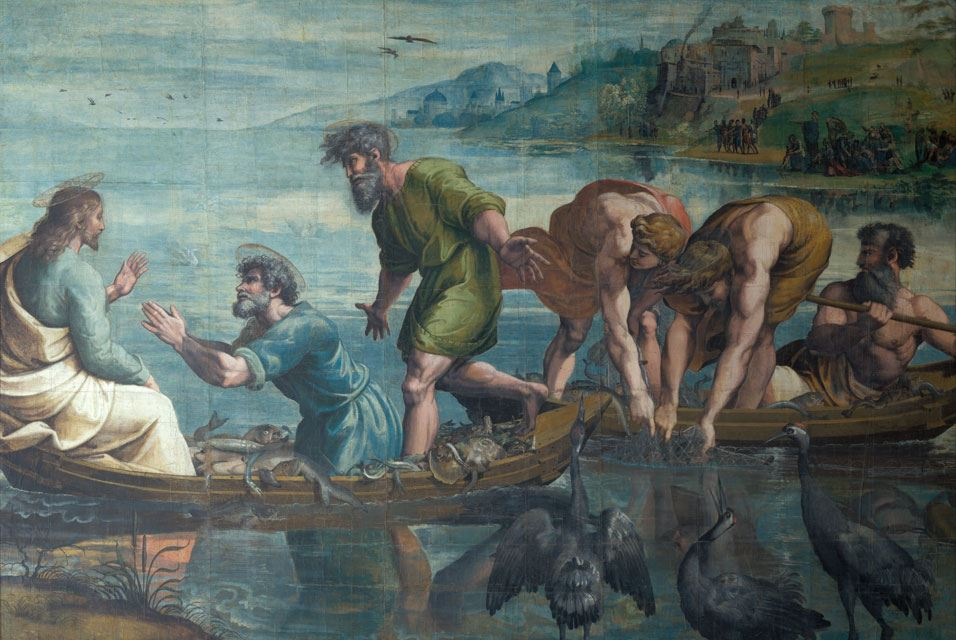
Raphaël, carton pour tapisserie : La Pêche miraculeuse (1515). Couleurs sur papier, monté sur toile, H. 3,20 m. Victoria and Albert Museum.

Le cartonnier ou peintre cartonnier est un peintre, artisan d'art. Il assiste le lissier en préparant la maquette en carton de la tapisserie. La maquette est toujours fabriquée de façon inversée pour correspondre au tissage sur l'envers.
Les trois personnes se succédant de la conception à l’élaboration d’une tapisserie sont le maquettiste, peintre qui crée la composition, le peintre cartonnier qui agrandit la maquette à grandeur d’exécution sur le métier, le lissier qui réalise la tapisserie,.
Le terme est également employé dans l'art du vitrail en amont du travail du maitre-verrier,.
Progressivement, la méthode a évolué laissant place à l'usage de la photographie.

## Cartonniers peintres de tapisseries célèbres
Par exemple, peintre paysager, Augustin Coppens réalise de nombreux cartons de tapisserie pour la manufacture des Gobelins au XVIIIe siècle. 
Abraham van Diepenbeeck en tant qu'élève de Rubens, participe à l'exécution des cartons de la série de tapisseries La Glorification de l'Eucharistie, commande de l'infante Isabelle à l'atelier de Rubens en 1626 - 1627.
Jean-Joseph Dumons a peint plusieurs cartons de tentures pour la manufacture d'Aubusson où il était responsable de l’atelier de peinture de 1731 à 1755, et deux pour la manufacture de Felletin. Il était payé 1 800 livres par an pour fournir six tableaux par an. Vers 1753, il réalise à la demande du marchand-fabricant d'Aubusson Jean-François Picon, les cartons pour une suite de tapisseries sur un motif chinois inspirée de celle réalisée par Jacques-Charles Oudry pour la Manufacture de Beauvais d'après des cartons de François Boucher (Le Jardin chinois, Le Jeu d'échecs chinois).
Le peintre flamand Jan van der Straet, dit le Stradano, exerce une activité de dessinateur pour la manufacture médicéenne de tapisseries : il a réalisé plus de 130 dessins, illustrant les techniques et l'histoire de la pêche et de la chasse. Parmi ces dessins, certains ont été choisis pour les cartons de la série des Chasses, qui a été tissée entre 1568 et 1570 pour décorer la Villa médicéenne de Poggio a Caiano.
Les cartons de Hennequin de Bruges (connu également sous le nom de Jean de Bruges ou Jean Bondol), peintre attitré du roi de France Charles V ont permis la réalisation de la Tenture de l'Apocalypse par le lissier Nicolas Bataille.
Au XVIIe siècle, Jean-Maurice de Nassau-Siegen organise une expédition scientifique au Brésil, parmi l'équipage deux peintres Albert Eckhout et Frans Post chargés de réaliser des cartons qui seront offerts à Louis XIV et permettront à la manufacture des Gobelins de réaliser la Tenture des Indes.
Les cartons de la Tenture de saint Étienne sont attribués à un peintre nordique, sans doute originaire de Bruxelles, qui s’est installé à Paris, Gauthier de Campes.
La personne réalisant le carton pouvait également être un artiste reconnu (cf Cartons de Goya et Cartons de Raphaël).